# シャボン玉サタデー
『シャボン玉サタデー』（シャボンだまサタデー）は、1973年4月21日から同年9月29日まで日本テレビ系列局で放送されていた日本テレビ製作の歌謡バラエティ番組である。全23回。放送時間は毎週土曜 19:30 - 20:00 （日本標準時）。

## 概要
『シャボン玉ボンボン』に替わってスタートした牛乳石鹸の一社提供番組。『シャボン玉ホリデー』の終了からわずか半年の間に後継の『ぎんぎら!ボンボン!』→『シャボン玉ボンボン』が打ち切りになったため、この番組で原点である『シャボン玉ホリデー』の路線へと戻された。司会は、当時つなき&みどり名義で活動していた三原綱木と田代みどりが務めていた。内容は歌とコントが中心だった。
番組の終了後、牛乳石鹸は金曜19:00枠で放送されていた『歌まね合戦 スターに挑戦!!』のスポンサーに付いた。これにより、同番組は1973年10月に『シャボン玉歌まね合戦 スターに挑戦!!』と改題リニューアルした。

## 出演者

### 司会
- 三原綱木（つなき&みどり）
- 田代みどり（つなき&みどり）

### コントレギュラー
- 三波伸介
- 鶴間エリ
- 青空はるお